# 12 Heures de Sebring 1990
Navigation
Édition précédente Édition suivante
Les 12 Heures de Sebring 1990 sont la 38e édition de l'épreuve et la 3e manche du championnat IMSA GT 1990. Elles ont été remportées le 17 mars 1990 par la Nissan GTP ZX-Turbo (de) no 83 de l’équipe Nissan Performance Technology et pilotée par Derek Daly et Bob Earl.

## Circuit

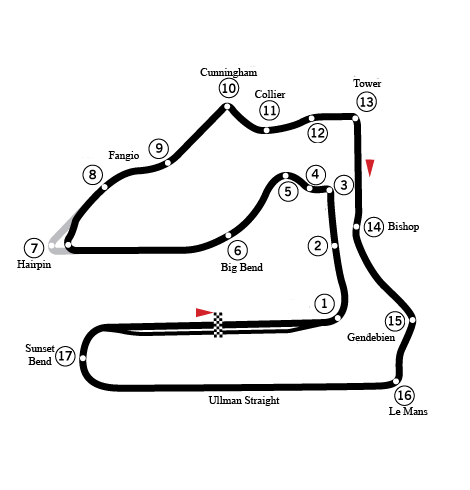
Le Sebring International Raceway, cadre des 12 Heures de Sebring 1990.

Les 12 Heures de Sebring 1990 se déroulent sur le Sebring International Raceway situé en Floride. Il est composé de deux longues lignes droites, séparées par des courbes rapides ainsi que quelques chicanes. Le tracé actuel diffère de celui de l'époque. Ce tracé a un grand passé historique car il est utilisé pour des courses automobiles depuis 1950. Ce circuit est célèbre car il a accueilli la Formule 1.

## Résultats
Voici le classement au terme de la course.
- Les vainqueurs de chaque catégorie sont signalés par un fond jauni.

| 1            | GTP    | 83 | Nissan Performance Tech. | Derek Daly Bob Earl                                          | Nissan GTP ZX-Turbo (de)          | 301 |
| 2            | GTP    | 84 | Nissan Performance Tech. | Derek Daly Chip Robinson Geoff Brabham                       | Nissan GTP ZX-Turbo               | 301 |
| 3            | GTP    | 61 | Castrol Jaguar Racing    | Davy Jones Jan Lammers Andy Wallace                          | Jaguar XJR-12D                    | 301 |
| 4            | GTP    | 10 | Hotchkis Racing          | John Hotchkis Jim Adams John Hotchkis junior                 | Porsche 962                       | 292 |
| 5            | GTP    | 67 | Busby Racing             | Kevin Cogan John Paul junior                                 | Nissan GTP ZX-Turbo               | 286 |
| 6            | GTO    | 15 | Roush Racing             | Robby Gordon Calvin Fish Lyn St. James                       | Lincoln Mercury Cougar XR-7       | 278 |
| 7            | Lights | 8  | Essex Racing             | Tom Hessert Charles Morgan                                   | Spice SE89P                       | 273 |
| 8            | GTO    | 11 | Roush Racing             | Dorsey Schroeder Max Jones                                   | Lincoln Mercury Cougar XR-7       | 270 |
| 9            | Lights | 55 | Huffaker Racing          | Bob Lesnett David Rocha Bruce Qvale                          | Spice SE86CL Pontiac Firebird GTP | 266 |
| 10           | GTU    | 95 | Leitzinger Racing        | David Loring Butch Leitzinger Chuck Kurtz                    | Nissan 240SX                      | 262 |
| 11           | Lights | 80 | Bieri Racing             | Martino Finotto Ruggero Melgrati Paolo Guatamacchi           | Spice SE89P                       | 261 |
| 12           | GTU    | 37 | Roger Mandeville         | Al Bacon Lance Stewart John Finger                           | Mazda MX-6                        | 248 |
| 13           | GTU    | 82 | Dick Greer Racing        | Dick Greer Mike Mees John Hogdal                             | Mazda RX-7                        | 240 |
| 14           | Lights | 32 | Spice Engineering USA    | Tomas Lopez Fermín Vélez Richard Piper                       | Spice SE90P                       | 239 |
| 15           | GTU    | 71 | Peter Uria Racing        | Peter Uria Jim Pace Bob Dotson                               | Mazda RX-7                        | 232 |
| 16           | Lights | 25 | Performance Tech         | Brent O'Neill Jean De La Moussaye Pepe Romero                | Argo JM19                         | 221 |
| 17           | GTU    | 00 | Full Time Racing         | Kal Showket Don Knowles Neil Hanneman                        | Dodge Daytona                     | 220 |
| 18           | GTU    | 38 | Roger Mandeville         | Kelly Marsh Al Bacon                                         | Mazda MX-6                        | 210 |
| 19           | GTO    | 22 | Gary Smith               | Gary Burnett Gary Smith Albert Ruiz                          | Chevrolet Camaro                  | 202 |
| 20           | GTO    | 87 | Anthony Puleo            | Anthony Puleo Kent Painter Ray Irwin                         | Chevrolet Camaro                  | 195 |
| 21           | GTU    | 09 | Huffaker Racing          | Huffaker Racing Juan Vento Luis Gordillo                     | Pontiac Fiero                     | 170 |
| 22           | GTU    | 70 | Rising Sun Racing        | Dave Russell Mick Robinson Bill Weston John Hofstra          | Mazda RX-7                        | 154 |
| 23           | GTO    | 04 | Henry Brosnaham          | Henry Brosnaham Steve Burgner Robert McElheny Angel Figueras | Chevrolet Camaro                  | 142 |
| Abandons     |        |    |                          |                                                              |                                   |     |
| 24           | GTP    | 0  | Joest Racing             | Louis Krages Henri Pescarolo Bob Wollek                      | Porsche 962C                      | 261 |
| 25           | GTP    | 17 | Dauer Racing             | Raul Boesel Hans-Joachim Stuck                               | Porsche 962C                      | 246 |
| 26           | GTP    | 33 | Spice Engineering USA    | Bernard Jourdain Tom Kendall Albert Naon                     | Spice SE90P                       | 222 |
| 27           | GTU    | 57 | Kryderacing              | Reed Kryder Alistair Oag Frank Del Vecchio                   | Nissan 300ZX                      | 215 |
| 28           | GTO    | 1  | Downing Atlanta          | Pete Halsmer Elliot Forbes-Robinson John Morton              | Mazda RX-7                        | 209 |
| 29           | GTP    | 98 | All American Racers      | Drake Olson Juan Manuel Fangio II                            | Eagle HF89                        | 199 |
| 30           | Lights | 40 | Bieri Racing             | Uli Bieri John Graham David Tennyson                         | Tiga GT286                        | 195 |
| 31           | GTP    | 99 | All American Racers      | Rocky Moran Willy T. Ribbs                                   | Eagle HF89                        | 185 |
| 32           | GTP    | 2  | René Herzog              | Hurley Haywood René Herzog Scott Schubot                     | Porsche 962                       | 151 |
| 33           | Lights | 9  | Essex Racing             | Howard Katz Ferdinand de Lesseps Jay Cochran                 | Spice SE89P                       | 150 |
| 34           | GTO    | 63 | Downing Atlanta          | Jim Downing Amos Johnson John O’Steen                        | Mazda RX-7                        | 137 |
| 35           | GTU    | 07 | Full Time Racing         | Mike Davies Stu Hayner                                       | Dodge Daytona                     | 103 |
| 36           | GTO    | 29 | Overbagh Racing          | E. J. Generotti Mark Montgomery                              | Chevrolet Camaro                  | 102 |
| 37           | Lights | 79 | Whitehall Motorsports    | Ken Knott Marty Hinze Kenper Miller                          | Spice SE87L Pontiac Firebird      | 98  |
| 38           | GTO    | 12 | Overbagh Racing          | Don Arpin Rex Ramsey Mark Montgomery                         | Pontiac Firebird                  | 91  |
| 39           | GTO    | 21 | Craig Rubright           | Craig Rubright Kermit Upton                                  | Chevrolet Camaro                  | 86  |
| 40           | GTP    | 86 | Bruce Leven              | Bob Wollek Dominic Dobson (en) Sarel van der Merwe           | Porsche 962C                      | 65  |
| 41           | GTO    | 74 | 74 Hunting Ranch         | George Robinson Johnny Unser Paul Dallenbach                 | Ford Mustang                      | 61  |
| 42           | GTP    | 60 | Castrol Jaguar Racing    | Price Cobb John Nielsen                                      | Jaguar XJR-12D                    | 56  |
| 43           | GTU    | 90 | Louis D'Agostino         | Louis D'Agostino Steve Kelton                                | Mazda RX-7                        | 49  |
| 44           | GTU    | 50 | Rudy Bartling            | Rudy Bartling Werner Frank Fritz Hochreuter                  | Porsche 911                       | 45  |
| 45           | GTP    | 23 | DSR Motorsports          | Bill Adam Scott Harrington David Seabroke                    | Porsche 962 GTi                   | 39  |
| 46           | GTU    | 48 | Red Line Racing          | Mike Graham Cameron Worth Alan Crouch                        | BMW 325i                          | 31  |
| 47           | Lights | 01 | Racecraft International  | George Sutcliffe Richard Jones Michael Dow                   | Spice SE87L                       | 24  |
| 48           | Lights | 58 | Gary Wonzer Racing       | Bill Bean Gary Wonzer Bruce Westcott                         | Lola T616                         | 14  |
| 49           | GTU    | 26 | Alex Job                 | Chris Kraft Alex Job Jack Refenning                          | Porsche 911                       | 14  |
| Non-partants |        |    |                          |                                                              |                                   |     |
| 50           | Lights | 4  | S & L Racing             | Linda Ludemann Scott Schubot                                 | Spice SE88P                       |     |
| 51           | GTP    | 16 | Dyson Racing             | James Weaver Scott Pruett                                    | Porsche 962C                      |     |
| 52           | GTP    | 20 | Consulier                | Chet Fillip Ron Cortez Bruce MacInnes                        | Consulier GTP                     |     |
| 53           | GTO    | 45 | Jack Boxstrom            | Jack Boxstrom                                                | Pontiac Firebird                  |     |
| 54           | GTU    | 77 | Juan Negron              | Juan Negron Daniel Urrutia Luis Sereix                       | Mazda RX-7                        |     |
| 55           | GTP    | 91 | Consulier                | Rick Titus Bruce MacInnes Chet Fillip                        | Consulier GTP                     |     |